# تهمورث‌خان گرجی
تهمورث‌خان گرجی یا تِیموراز یکم (به گرجی: თეიმურაზ I) پادشاهی گرجی بود که از ۱۶۰۵ تا ۱۶۴۸ بر کاختی و نیز از ۱۶۲۵ تا ۱۶۳۳ بر کارتلی در گرجستان حکم راند. وی فرزند ملکه کتایون معروف به کتوان شهید بود و در دوران حکومت خود با نفوذ دولت صفوی به مقابله پرداخت و در نهایت در سن ۷۴ سالگی در زندانی در استرآباد درگذشت.
او که شاعری چیره‌دست و نیز از دوست‌داران شعر فارسی بود، اشعار فارسی چندی از جمله لیلی و مجنون (گرجی: ლეილმაჯნუნიანი/Leilmajnuniani)، یوسف و زلیخا (იოსებზილიხანიანი/Iosebzilikhaniani)، گل و بلبل (ვარდბულბულიანი/Vardbulbuliani)، و شمع و پروانه (შამიფარვანიანი/Shamiparvaniani) را به زبان گرجی برگرداند.